# Frederic Remington
Frederic Sackrider Remington (Canton, 4 ottobre 1861 – Ridgefield, 26 dicembre 1909) è stato un pittore, illustratore e scultore statunitense, considerato uno dei cantori del Far West.
Nato a Canton, Stato di New York, dedicò la sua infanzia all'equitazione, ma cominciò anche a realizzare piccoli disegni. La sua famiglia si trasferì poi a Ogdensburg.

## Biografia
Frequentò l'Università Yale e successivamente divenne impiegato ad Albany. Fu poi uomo d'affari a Kansas City e si sposò con Eva Caden nel 1884. Studiò arte a New York e collaborò con alcune note riviste americane. Divenne allora famoso in tutto il mondo per i suoi paesaggi del West, benché li avesse visitati solo poche volte.

Nel 1890 partì per New Rochelle e poi si trasferì a Ridgefield. Fu corrispondente con William Randolph Hearst durante la guerra ispano-americana e prese parte alla battaglia di San Juan Hill. Morì di peritonite il 26 dicembre 1909; fu sepolto all'Evergreen Cemetery nella sua città natale.

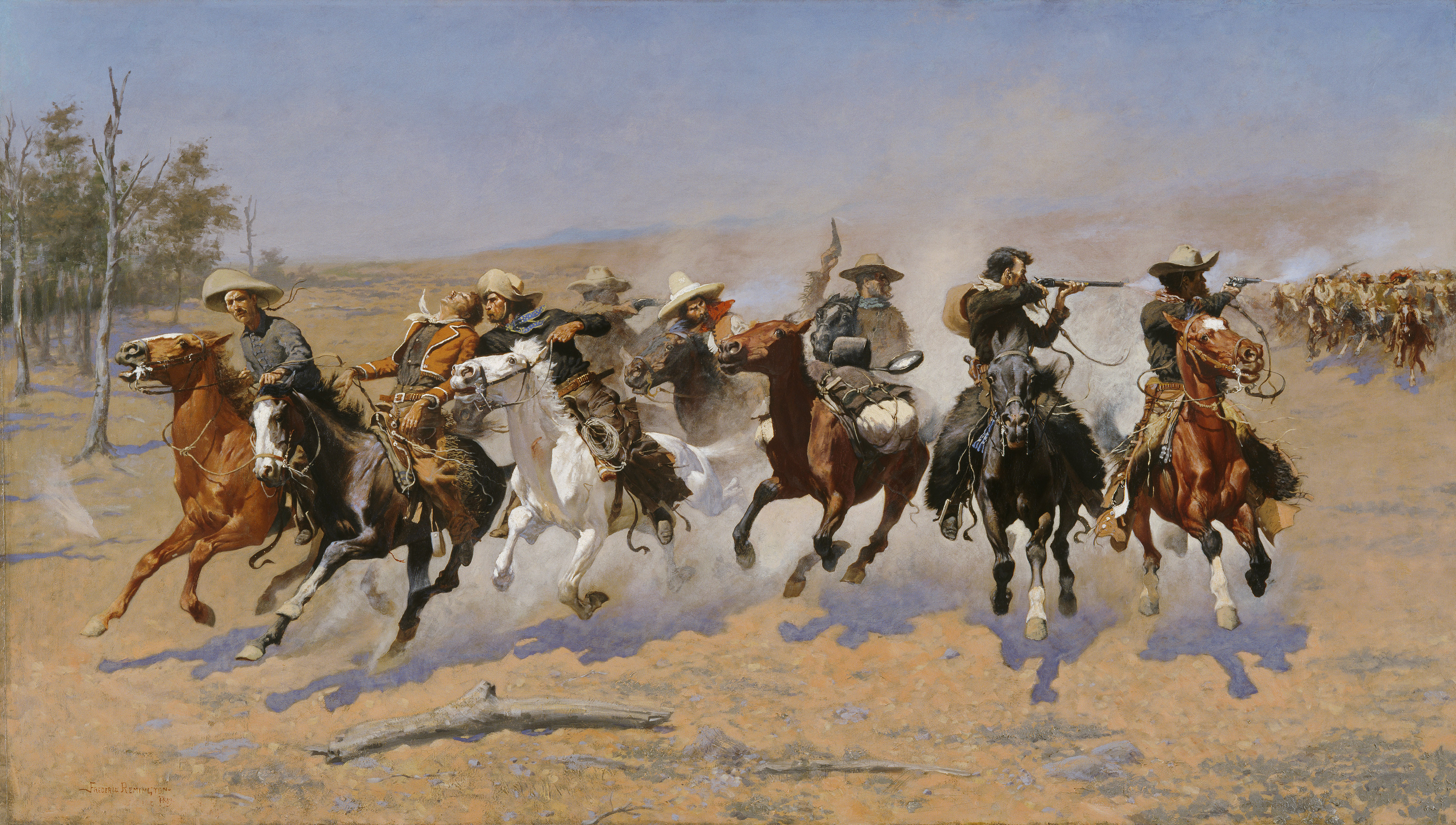
A Dash for the Timber, 1889

## Opere
L'opera A Dash for the Timber (1889), inserita nella collezione dell'Università Washington a Saint Louis, fu venduta all'asta il 4 maggio 1945 per 23.000 dollari. Sulla transazione, che fruttò molta pubblicità anche ai venditori, venne pubblicato un dettagliato resoconto da H. W. Janson.
La sua opera The Outlier del 1909, conservata al Brooklyn Museum, è stata utilizzata da Fabrizio De André per la copertina del suo album del 1981, ufficialmente senza titolo e conosciuto come l'indiano.